# Piangete, donne, et con voi pianga Amore;
"Piangete, donne, et con voi pianga Amore;"  è la novantaduesima lirica del canzoniere di Petrarca. In questo sonetto Petrarca tesse le lodi di Cino Da Pistoia in seguito alla sua morte. Egli invita il pubblico femminile, la città di Pistoia e simbolicamente le rime stesse a piangere per il defunto e contemporaneo poeta.

## Testo
piangete, amanti, per ciascun paese,

poi ch'è morto collui che tutto intese

in farvi, mentre visse, al mondo honore.

Io per me prego il mio acerbo dolore,

non sian da lui le lagrime contese,

et mi sia di sospir tanto cortese,

quanto bisogna a disfogare il core.

Piangan le rime anchor, piangano i versi,

perché 'l nostro amoroso messer Cino

novellamente s'è da noi partito.

Pianga Pistoia, e i citadin perversi

che perduto ànno sí dolce vicino;

et rallegresi il cielo, ov'ello è gito.
»
(Francesco Petrarca, Canzoniere)

## Analisi
Come osserva Contini in un commento e paragone tra Dante e Petrarca, nella sua raccolta delle Rime dantesche, Cino Da Pistoia rappresenta per Petrarca un modello insieme allo stilnovismo per la propria produzione poetica in lingua volgare. Da sottolineare il fatto che Petrarca ferma la narrazione del proprio dissidio interiore del canzoniere, per esprimere una così profonda lode e commemorazione del Cino. 